# 姜明远
姜明远主教(Msgr. Joseph Jiang Mingyuan, CDD, 1931年—2008年7月13日)，圣名若瑟，主徒会會士，天主教赵县教区主教。
1931年2月21日（农历正月初八）生于宁晋县，大曹庄教友世家，1937年在本村读书。
1944年加入主徒会修道，在主徒会开办的宣化恒毅中学学习。1946年初入北京耕辛中学，1953年8月至1958年在文声学院攻读神哲学。
由于历史原因，1961年9月18日入北京看守所、第一监狱劳动改造，1966年转到大同大青窑劳动改造，1969年刑满释放回家，但仍继续接受劳动管制。
1981年12月8日在贾主教手中领受司铎圣职，先后传教于北京、高邑、隆尧、柏乡、临城等地。期间建贾庄总堂。创办隆尧安雅疗养院，开发临城太行山地2000余亩，育林造舍，并建疗养院等。
2000年8月8日被王宠林主教秘密祝圣为助理主教。教宗本笃十六世批准王主教退休后，姜主教于2006年3月22日圣油弥撒中就职继任为赵县教区首牧。一年后由于身体欠佳，委托王主教代管教区事宜，2008年7月13日病逝。